# Валід Ель-Хаджам
Валід Ель-Хаджам (араб. وليد الحجام, нар. 19 лютого 1991, Шатору, Франція) — марокканський футболіст, захисник французького клубу «Гавр».

## Ігрова кар'єра

### Клубна
Валід Ель-Хаджам народився у французькому місті Шатору і є вихованцем футбольної школи «Ле Мана». Але не зумів пробитися до основи і грав лише за дублюючий склад. Поки у 2012 році перейшов до клубу «Ам'єн». За час виступів у команді Ель-Хаджам зумів піднятися з третього дивізіону Франції до Ліги 1. 5 серпня 2017 року у матчі проти столичного «Парі Сен-Жермен» захисник дебютував у елітному дивізіоні чемпіонату Франції.
Після того були ще три сезони у клубі «Труа», з яким також виграв Лігу 2 і вийшов до Ліги 1.
Влітку 2022 року Ель-Хаджам приєднався до клубу «Гавр», з яким у першому ж сезоні також став переможцем Ліги 2.

### Збірна
27 березня 2018 року у товариському матчі проти команди Узбекистану Валід Ель-Хаджам дебютував у складі національної збірної Марокко.